# الكنيسة الكاثوليكية في اليونان
الكنيسة الكاثوليكية في اليونان هي جزء من الكنيسة الرومانية الكاثوليكية ، وتتبع للقيادة الكنسية للبابا في روما . يبلغ عدد اليونانيين الأصليين (غير المهاجرين) من الروم الكاثوليك ما بين 50,000- 70,000  وهم أقلية دينية وليس عرقية. معظمهم من الذين كانوا تحت حكم البندقية وجنوة في جنوب اليونان والعديد من الجزر اليونانية (في كل من بحر إيجة والبحر الأيوني ) من أوائل القرن الثالث عشر وحتى أواخر القرن الثامن عشر، أو أحفاد الآلاف من البافاريين الذين أتوا إلى اليونان في عام 1830 كجنود ومسؤولين مدنيين يرافقون الملك أوتو . هناك مصطلح قديم جدًا ولكنه لا يزال شائعًا للإشارة إليهم، هو Φράγκοι ، أو «الفرنجة» ، الذي يرجع إلى زمن الإمبراطورية البيزنطية ، عندما استخدم اليونانيون في العصور الوسطى هذا المصطلح لوصف جميع الكاثوليك. 
منذ أوائل التسعينات، زاد عدد الكاثوليك المقيمين الدائمين في اليونان بشكل كبير. يبلغ عددهم اليوم 200,000 على الأقل، هؤلاء الكاثوليك هم مهاجرون من أوروبا الشرقية (خاصة بولندا ) أو من الفلبين ، لكن بعضهم أيضًا هم من المهاجرين من أوروبا الغربية الذين يعيشون بشكل دائم في أثينا أو الجزر اليونانية (خاصة كريت ورودس وكورفو ).
غالبية الكاثوليك اليوم يتواجدون في أثينا، المدينة التي يسكنها حوالي أربعة ملايين نسمة ؛ والباقي يعيشون في جميع أنحاء اليونان. يعيش معظم الكاثوليك الأصليين في الجزر، وخاصة السيكلاديس ، حيث يوجد في سيروس وتينوس بعض القرى والرعايا الكاثوليكية بالكامل. يمكن العثور على الكاثوليك أيضًا في جزر (كورفو ، ناكسوس ، سانتوريني ، كيفالونيا ، زاكينثوس ، رودس ، كوس ، كريت ، ساموس ، ليسبوس وشيوس ). أما على اليابسة، فتعد المجتمعات الكاثوليكية أصغر، وتشمل مجتمعات باتراس (المدينة التي كانت موطنًا لطائفة إيطالية كبيرة حتى الحرب العالمية الثانية ) ، سالونيك ، كافالا ، فولوس ، إلخ. بالإضافة إلى الروم الكاثوليك (الطقوس اللاتينية) الذين يمثلون الغالبية العظمى من المؤمنين، هناك حوالي 5000 من الشعائر والطقوس اليونانية، وبضع مئات من الكاثوليك الأرمن .